# Landgericht Paderborn

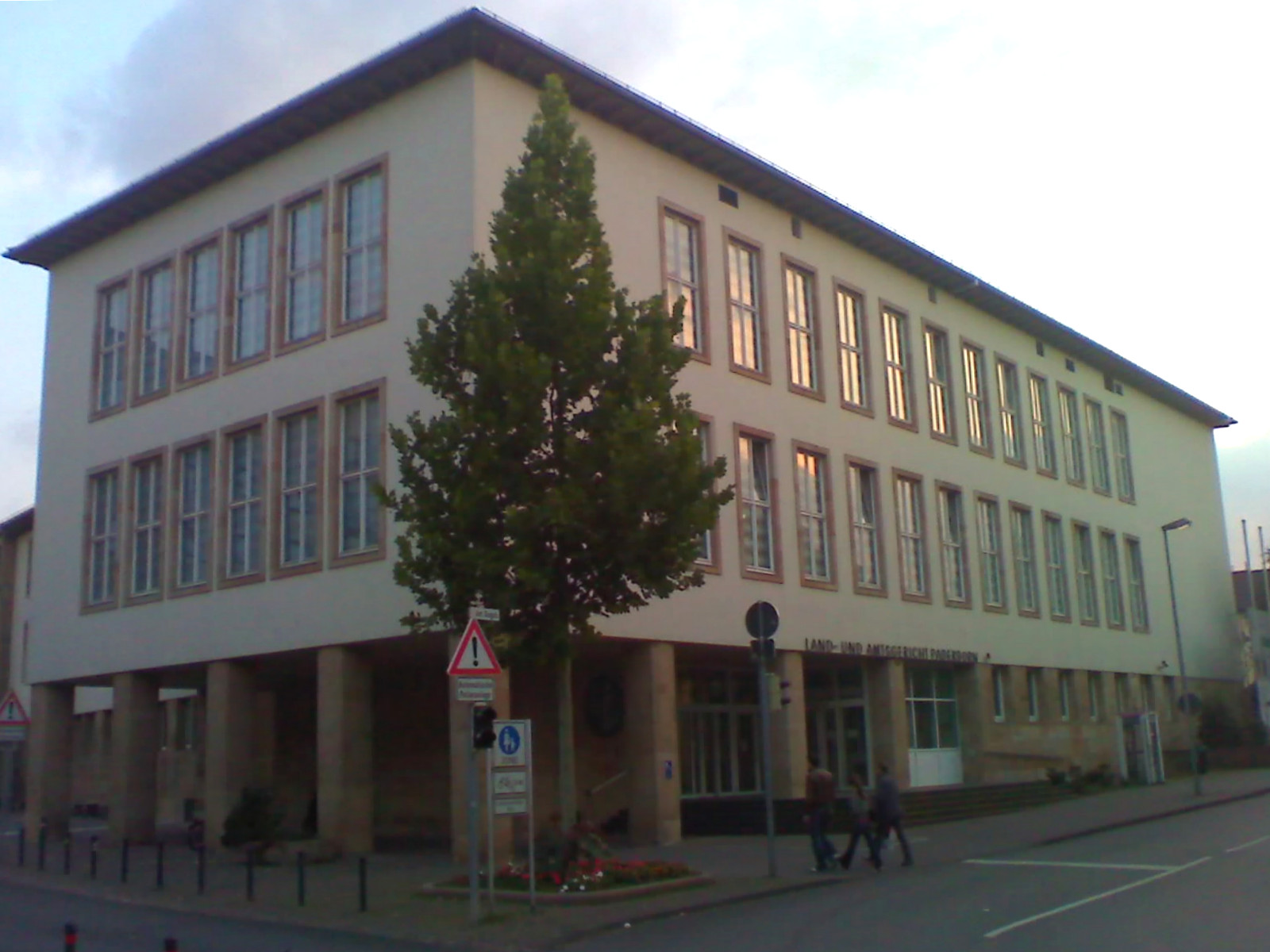
Land- und Amtsgericht Paderborn, Haupteingang

Das Landgericht Paderborn (kurz LG Paderborn) ist ein Gericht der ordentlichen Gerichtsbarkeit und eines von zehn Landgerichten im Bezirk des Oberlandesgerichts Hamm.

## Gerichtssitz und -bezirk
Sitz des Gerichts ist Paderborn in Nordrhein-Westfalen. Der Gerichtsbezirk umfasst die Kreise Paderborn und Höxter, sowie vom Kreis Soest die Gemeinden Anröchte, Erwitte, Geseke und Lippstadt.

## Gebäude
Das Gericht ist Am Bogen 2–4 mit dem Amtsgericht Paderborn gemeinsam in einem Gebäude untergebracht.

## Über- und nachgeordnete Gerichte
Das dem Landgericht Paderborn übergeordnete Oberlandesgericht ist das Oberlandesgericht Hamm. Nachgeordnet sind die Amtsgerichte Brakel, Delbrück, Höxter, Lippstadt, Paderborn und Warburg. Folgende Amtsgerichte waren dem Landgericht Paderborn seit 1879 nachgeordnet und wurden später aufgelöst: Borgentreich, Fürstenberg und Nieheim zum 30. September 1932 sowie Beverungen, Erwitte und Rüthen zum 1. Juli 1969, Salzkotten zum 1. Juli 1975, Büren zum 1. Januar 1977 sowie Geseke und Steinheim zum 31. Dezember 1978.

## Geschichte
Als Dienstwohnung für die Präsidenten des Appellations- und später des Landgerichts Paderborn hat ab 1846 der Hardehauser Hof gedient.

## Bekannte Verfahren
- Kriminalfall Höxter